# Stanisław Koter (chemik)
Stanisław Koter (ur. 8 marca 1956 w Olsztynie) – polski chemik, zajmujący się chemią fizyczną.

## Życiorys
Ukończył III Liceum Ogólnokształcące w Olsztynie w 1974 roku. Następnie podjął studia chemiczne na Uniwersytecie Mikołaja Kopernika w Toruniu, które ukończył w roku 1979. Sześć lat później obronił pracę doktorską zatytułowaną Przenoszenie jonów i wody przez membranę jonowymienną w roztworach NaCl na podstawie liniowej termodynamiki nierównowagowej. W latach 1989–1991 odbywał staż naukowy na Uniwersytecie w Oldenburgu. W roku 2001 uzyskał habilitację za rozprawę pt. Transport przez membrany jonowymienne. Model kapilarny. Jest profesorem UMK i pracuje na Katedrze Chemii Fizycznej i Fizykochemii Polimerów Wydziału Chemii UMK. 19 grudnia 2014 roku uzyskał tytuł naukowy profesora nauk chemicznych.  
W lutym 2019 roku został uhonorowany Medalem Komisji Edukacji Narodowej. 
Jego specjalnością jest chemia fizyczna i procesy membranowe.